# مورنینگساید (نیومکزیکو)
مورنینگساید (به انگلیسی: Morningside) یک منطقهٔ مسکونی در ایالات متحده آمریکا است که در شهرستان ادی، نیومکزیکو واقع شده‌است. مورنینگساید ۳۶۷ نفر جمعیت دارد و ۱٬۰۲۸٫۱ متر بالاتر از سطح دریا واقع شده‌است.